# Jørgen William Ahlefeldt-Laurvig
Jørgen William greve Ahlefeldt-Laurvig (født 29. november 1924 på Linholdt, Skamstrup Sogn ved Mørkøv, død 20. oktober 2020) var en dansk kammerherre, kunsthistorisk forfatter og godsejer.

## Virke som landbruger og kunsthistorisk forfatter
Han var søn af greve, kammerherre, hofjægermester Kai F.S. Ahlefeldt-Laurvig og hustru Astrid (Adi) Ingeborg Margrethe født Holm, tog realeksamen fra Stenhus Kostskole 1943 og blev student (privat dimitteret) 1948. Ahlefeldt-Laurvig fik sin uddannelse inden for land- og skovbrug i ind- og udland samt universitetsuddannelse fra Michigan State College; blev agronom 1953 og har været premierløjtnant i Hjemmeværnet. Han var arkæologisk medarbejder ved Københavns Bymuseum 1963-1979.
Han var ejer af Fogedbygård ved Næstved 1954-1963, af Eriksholm Avlsgård 1958-1995, af Rønmosegården 1963-1985 og af Severinsminde 1984-1988. I 1987 blev han kammerherre.
Ahlefeldt-Laurvig har skrevet en lang række bøger og artikler, især om keramik, fajance og porcelæn, og har været medarbejder ved Weilbachs Kunstnerleksikon.
Han døde 20. oktober 2020 og er begravet på Ågerup Kirkegård ved Holbæk.

## Tillidshverv
Ahlefeldt-Laurvig var formand for Den Ahlefeldtske families Sammenslutning 1964-1992; præsident for Våbenhistorisk Selskab 1967-1980 og for Holbæk Amts Økonomiske Selskab 1986-1992; formand for Holbækegnens Tolvmandsforening for Større Gårde 1970-1995; medlem af repræsentantskabet for Den Danske Banks Holbæk-afdeling og af bestyrelsen for Danmarks Adelsforbund fra 1968; formand for udgivelsesforeningen for Danmarks Adels Aarbog og for Dansk Adelsforening fra 1992; medlem af bestyrelsen for Næstved Museum 1957-63 og for Brøstes Samling og af komiteen for uddelingen af Christianshavns Statuetten; formand for Holbæk Amts Historiske Selskab fra 1977, for bestyrelsen for Anneberg-Samlingerne fra 1982, for I/S Evedalen 1959-63; formand for Holbæk Amts Historiske Samfund fra 1975, for The White Foundation fra 1982, for Det Grevencop-Castenskioldske Familielegat 1986-92, for Fonden af 16. oktober 1942, for Det Søgaard-Graastenske Familielegat, for Frantz og Gregers Ahlefeldts Legat m.fl. og for Orlogsmuseets Venner; medlem af bestyrelsen for Ole Haslunds Kunstnerfond, Den Plessenske Selsø Fond m.fl.
Han var korresponderende medlem til Norsk Våpenhistorisk Selskaps blad, til Svensk Vapenhistorisk Selskaps blad Varia og til Skånes Vapenhistoriska Selskapets blad. Han er æresmedlem af Våbenhistorisk Selskab. Tildelt Fulbright Scholarship 1949-1951; R.E. Olds Legat 1950-1953; legat fra Den Hielmstierne-Rosencroneske Stiftelse 1967 og 1973; Carlsbergfondets Rejselegat 1974-1975 samt legat fra Ole Haslunds Kunstnerfond 1980.

## Ægteskaber
Ahlefeldt-Laurvig blev gift første gang 1. juni 1951 med Vivian Jørgensen. Anden gang ægtede han 26. september 1954 Elisabeth Steensen-Leth og tredje gang 30. november 1966 Birgit Møller (født 20. marts 1943 i Vordingborg), datter af læge P.E. Møller og hustru Karen Margrethe født Mørkeberg.